# Herb gminy Skołyszyn
Herb gminy Skołyszyn – jeden z symboli gminy Skołyszyn, ustanowiony 18 listopada 2009.

## Wygląd i symbolika
Herb przedstawia na tarczy koloru czerwonego z lewej strony srebrną lampę naftową, z czerwonym płomieniem i złotą obudową (nawiązanie do postaci Ignacego Łukasiewicza), natomiast z prawej strony srebrny miecz ze złotą rękojeścią i dwa skrzyżowane klucze (srebrny i złoty) – symbole św. Piotra i Pawła, patronów opactwa w Tyńcu.